# Nipisa
Genre
Nipisa est un genre d'araignées aranéomorphes de la famille des Pholcidae.

## Distribution
Les espèces de ce genre se rencontrent en Asie du Sud-Est.

## Liste des espèces
Selon World Spider Catalog (version 19.5, 15/10/2018) :
- Nipisa anai (Huber, 2017)
- Nipisa bankirai (Huber, 2017)
- Nipisa bidayuh (Huber, 2017)
- Nipisa deelemanae (Huber, 2011)
- Nipisa kubah (Huber, 2017)
- Nipisa lehi (Huber, 2017)
- Nipisa phasmoides (Deeleman-Reinhold, 1986)
- Nipisa phyllicola (Deeleman-Reinhold, 1986)
- Nipisa semengoh (Huber, 2011)
- Nipisa subphyllicola (Deeleman-Reinhold, 1986)

## Publication originale
- Huber, Eberle & Dimitrov, 2018 : The phylogeny of pholcid spiders: a critical evaluation of relationships suggested by molecular data (Araneae, Pholcidae). ZooKeys, no 789, p. 51-101 (texte intégral).